# Триэтилортоацетат
Триэти́ло́ртоацета́т (ортоуксусноэтиловый эфир) — органическое соединение, триэтиловый ортоэфир уксусной кислоты с химической формулой C8H18O3. Применяется в органическом синтезе.

## Физические и химические свойства
Бесцветная жидкость с эфирным запахом. Имеет молярную массу 162,22 г/моль, температуру кипения 144—146 °С, плотность 0,8847 г/см3, коэффициент преломления 1,3980 (20 °С). Хорошо растворим в спирте и эфире, плохо растворим в воде.

## Получение
Получают в две стадии из ацетонитрила. На первой стадии ацетонитрил в абсолютном этиловом спирте насыщают сухим хлороводородом, получая хлоргидрат ацетимидоэтилового эфира:
{\displaystyle CH_{3}CN+C_{2}H_{5}OH+HCl\longrightarrow CH_{3}C(OC_{2}H_{5})(NH)\cdot HCl}
На второй полученный хлоргидрат настаивают с абсолютным этиловым спиртом, в результате чего через 10 суток хлоргидрат ацетимидоэтилового эфира превращается в триэтилортоацетат:
{\displaystyle CH_{3}C(OC_{2}H_{5})(NH)\cdot HCl+2C_{2}H_{5}OH\longrightarrow NH_{4}Cl+CH_{3}C(OC_{2}H_{5})_{3}}

## Применение
Триэтилортоацетат применяют для синтеза карбоцианинов с метильной группой у центрального углеродного атома полиметиновой цепи, например, для синтеза 3,3'-диэтил-9-метил-4,5,4',5'-дибензотиакарбоцианинбромида.